# Kolędy... ale jakie !
Kolędy.. ale jakie!!! – album zespołu Boys wydany przez wytwórnię Green Star w grudniu 1997 roku, na Święta Bożego Narodzenia. Do piosenki Świąteczne dni (wspólnie z zespołem "Classic") i Świąteczny czas nakręcono teledyski.

## Lista utworów
1. Świąteczny czas 4:20 (muz. i sł. Marcin Miller)[3]
2. Pierwsza kolęda (muz. John W. Peterson) 3:54
3. Lulajże, Jezuniu 4:52
4. Wśród nocnej ciszy 3:16
5. Anioł pasterzom mówił 4:21
6. Cicha noc 3:36
7. Wesołą nowinę 4:04
8. Pójdźmy wszyscy do stajenki 3:19
9. Gdy śliczna Panna 3:52
10. Świąteczne dni (muz. Robert Klatt, Mariusz Winnicki, sł. Marcin Miller) 3:53